# Honduras en el Festival de la OTI
Honduras debuta en el Festival de la OTI en su edición de 1974 celebrada en Acapulco con su célebre cantante Moisés Canelo pero no logra más que un 10.º puesto. Tras ausentarse en la edición de 1975, Honduras regresará al festival participando cada año, aunque sin suerte ya que nunca consiguieron clasificarse entre los tres primeros puestos. Su mejor clasificación fue el 7.º puesto, obtenido en las participaciones de 1979, 1980 y 1981.

## Participaciones de Honduras en el Festival de la OTI
| Año  | Sede             | Artista                             | Canción                           | Director orquesta        | Lugar | Pts |
| ---- | ---------------- | ----------------------------------- | --------------------------------- | ------------------------ | ----- | --- |
| 2000 | Acapulco         | Diana Lara                          | Te entregué mi corazón            |                          | SF    |     |
| 1998 | San José         | Carlos Alberto Durón                | Mi otra mitad                     | Camilo Corea             | Desc. |     |
| 1997 | Lima             | Rafael Alfaro                       | Cantándole a la vida              |                          | Desc. |     |
| 1996 | Quito            | Millicent Viera                     | Rosas y espinas                   | Claudio Jácome Harb      |       |     |
| 1995 | San Bernardino   | Carlos Brizzio                      | La casa de Pablo                  |                          | F     |     |
| 1994 | Valencia         | Delma Adriana Reyes                 | Espera hasta que den las tres     |                          | SF    |     |
| 1993 | Valencia         | Carlos Alberto                      | Sale el sol                       | José Fabra               | 15    |     |
| 1992 | Valencia         | Karina Nasser                       | El otro muro                      | José Fabra               | -     |     |
| 1991 | Acapulco         | Max Jovel Argueta y Mauricio Medina | Sembrando cantos                  | Alfonso Flores           | SF    |     |
| 1990 | Las Vegas        | Patricia Ramírez                    | Qué fácil es                      | William Sánchez          | -     |     |
| 1989 | Miami            | Antonio Paredes                     | Al fin lo encontré                |                          | -     |     |
| 1988 | Buenos Aires     | Gloria Janet                        | Te amo                            | Oscar Cardozo Ocampo     | 14    | 0   |
| 1987 | Lisboa           | Rodolfo Torres                      | Uno más                           | Fernando Correia Martins |       |     |
| 1986 | Santiago         | Víctor Donayre                      | Soy como soy                      | Víctor Durán             |       |     |
| 1985 | Sevilla          | Dúo Tú y Yo                         | Una historia tantas veces contada | Víctor Durán             |       |     |
| 1984 | Ciudad de México | Carlos Brizio                       | Andar tan sólo por andar          | Víctor Durán             |       |     |
| 1983 | Washington D. C. | Jorge Gómez                         | Empieza                           | Víctor Durán             | 14    | 50  |
| 1982 | Lima             | Miguel Ángel Mejía                  | Año dos mil                       | Víctor Durán             | 17    | 6   |
| 1981 | Ciudad de México | Oneyda                              | Ven                               |                          | 7     | 16  |
| 1980 | Buenos Aires     | Moisés Canelo                       | Tú, siempre tú                    |                          | 7     | 22  |
| 1979 | Caracas          | Gloria Janeth                       | Hermano hispanoamericano          |                          | 7     | 19  |
| 1978 | Santiago         | Domingo Trimarchi                   | Por esas pequeñas cosas           | Chucho Ferrer            | 8     | 12  |
| 1977 | Madrid           | Tony Morales                        | El hombre                         |                          | 16    | 0   |
| 1976 | Acapulco         | Wilson Reynoot                      | Por cantarle al mar               |                          | 8     | 3   |
| 1974 | Acapulco         | Moisés Canelo                       | Río viejo, río amigo              | Jorge Ortega             | 10    | 3   |